# Freelance (2023)
Freelance is een Amerikaanse actiekomediefilm uit 2023 geregisseerd door Pierre Morel.

## Samenvatting
Wanneer hij door zijn oude collega wordt aangeboden om een bekroonde journalist te beschermen, neemt de advocaat, huisvader en voormalige Special Forces soldaat Mason Pettits deze opdracht gelijk aan.

## Rolverdeling
- John Cena als Mason Pettits, een advocaat
- Alison Brie als Claire Wellington, een journalist
- Juan Pablo Raba als president Juan Arturo Venegas
- Christian Slater als Sebastian Earle, de baas van Mason
- Alice Eve als Jenny Pettits, de vrouw van Mason
- Marton Csokas als kolonel Jan Koehorst
- Sebastián Eslava als Jorge Vásquez